# Собеседник любителей российского слова
«Собеседник любителей российского слова, содержащий разные сочинения в стихах и в прозе некоторых российских писателей» — ежемесячный журнал, выходивший в столице Российской империи — городе Санкт-Петербурге с 1783 года по 1784 год в неопределённые сроки на русском языке. Всего вышло 16 номеров журнала.

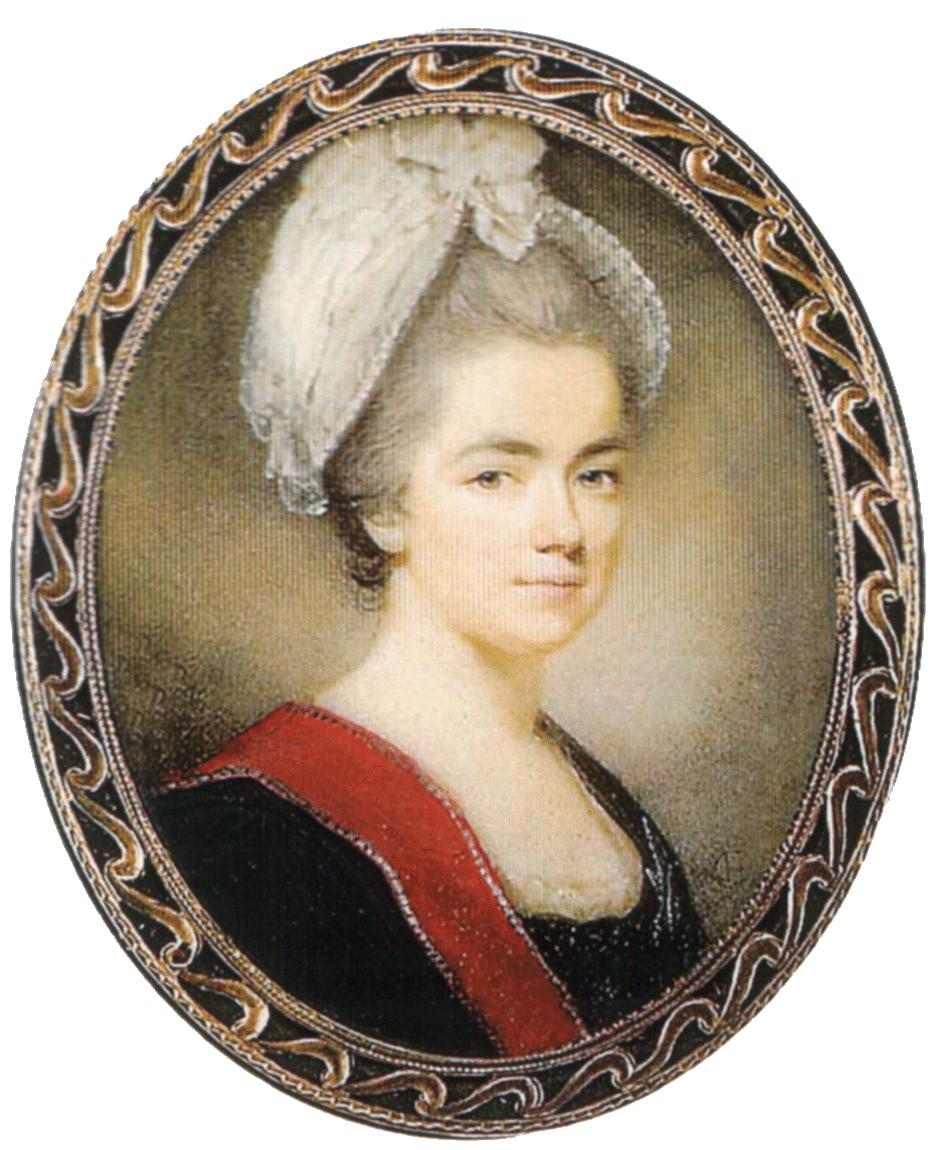
Е. Р. Дашкова (1770-е)

Издание было осуществлено Императорской Петербургской Академией наук по мысли княгини Е. Р. Дашковой, возглавлявшей её тогда, при постоянном сотрудничестве императрицы Всероссийской Екатерины Великой.
Бессменным редактором «Собеседника любителей российского слова» был видный деятель Русского Просвещения Осип Петрович Козодавлев.
В издании участвовали лучшие российские литературные силы той эпохи: Державин, Херасков, Капнист, Фонвизин, Богданович, Княжнин и другие авторы.
Здесь были помещены «Записки о русской истории» императрицы Екатерины Алексеевны и её же «Были и небылицы», ответы на вопросы Фонвизина и «К Фелице» Державина.
Примечательной чертой «Собеседника любителей российского слова» являлось то, что в журнале не было опубликовано ни одного иностранного сочинения и ни одного перевода. Это изначально было принципиальной установкой издателей.
Согласно «Энциклопедическому словарю Брокгауза и Ефрона», журнал «резко выступал против многих тёмных сторон общественной жизни».